# Xylorhiza tortifolia
Xylorhiza tortifolia là một loài thực vật có hoa trong họ Cúc. Loài này được (Torr. & A.Gray) Greene miêu tả khoa học đầu tiên năm 1896.